# Luděk Beneš
Luděk Beneš (* 21. listopadu 1970) je bývalý český florbalový trenér a hráč, kapitán reprezentace a trojnásobný mistr Česka. Jako hráč působil v nejvyšší české florbalové soutěži v letech 1996 až 2006. Po té se do roku 2023 věnoval trénování.

## Klubová kariéra
Beneš nejdříve hrál a trénoval lední hokej. K florbalu se dostal v jeho začátcích v Česku. V nejvyšší soutěži poprvé nastoupil v sezóně 1996/1997 za Mentos VDG Praha (Chodov). V následující sezóně již byl nejproduktivnějším hráčem soutěže, s rekordem 62 bodů (který překonal až Petr Skácel o 10 let později). V obou těchto ročnících získal Chodov bronz. Na dvě sezóny 2001/2002 a 2002/2003 přestoupil do Tatranu Střešovice, se kterým v obou vyhrál mistrovský titul. Následně se vrátil na Chodov, za který odehrál další tři ročníky, než v roce 2006 ukončil vrcholovou hráčskou kariéru.
Po té začal působit jako trenér. V roce 2006 se neúspěšně pokusil udržet tým TJ Sokol Královské Vinohrady v Extralize. Na Chodově trénoval mládež. V sezóně 2008/2009 byl asistentem Petra Ďarmeka u mužského týmu Tatranu, který poprvé po osmi letech prohrál ve finále. Později se i v Tatranu věnoval mládeži. S juniory získal v letech 2015 a 2016 dva mistrovské tituly. V sezónách 2016/2017 a 2017/2018 byl hlavním trenérem mužů. V obou týmech v té době hrál i jeho syn Marek. K mužům se vrátil v sezóně 2021/2022 jako asistent svého nástupce Milana Fridricha, se kterým dovedli Tatran poprvé po sedmi letech do finále. O rok později již Tatran pod jejich vedením získal titul a Beneš následně u týmu skončil.

## Reprezentační kariéra
Beneš reprezentoval Česko na mistrovstvích světa v letech 1998 a 2000, na prvním z nich jako kapitán.
V roce 2013 se stal trenérem juniorské reprezentace, se kterou na mistrovství v roce 2015 získal bronz po prvním vítězství nad Švédskem v historii. V týmu byl opět jeho syn Marek, který byl nejproduktivnějším českým hráčem a vstřelil rozhodující gól v prodloužení zápasu o třetí místo.
| Umístění | Soutěž                                                |
| -------- | ----------------------------------------------------- |
| 6.       | Mistrovství světa ve florbale 1998 (kapitán)          |
| 6.       | Mistrovství světa ve florbale 2000                    |
|          | Mistrovství světa ve florbale do 19 let 2015 (trenér) |